# 대한민국 형법 제328조
대한민국 제328조는 친족간의 범행과 고소에 대한 형법각칙의 조문이다.

## 조문
제328조(친족간의 범행과 고소) ① 직계혈족, 배우자, 동거친족, 동거가족 또는 그 배우자 간의 제323조의 죄는 그 형을 면제한다. <개정 2005.3.31>
②제1항이외의 친족간에 제323조의 죄를 범한 때에는 고소가 있어야 공소를 제기할 수 있다. <개정 1995.12.29>
③전 2항의 신분관계가 없는 공범에 대하여는 전 이항을 적용하지 아니한다.

第328條(親族間의 犯行과 告訴) ① 直系血族, 配偶者, 동거친족, 동거가족 또는 그 配偶者間의 第323條의 罪는 그 刑을 免除한다.  <개정 2005.3.31.>
②第1項以外의 親族間에 第323條의 罪를 犯한 때에는 告訴가 있어야 公訴를 제기할 수 있다. <改正 1995.12.29.>
③前 2項의 身分關係가 없는 共犯에 對하여는 前 二項을 適用하지 아니한다.

## 참고 문헌
- 김재윤, 손동권, 『새로운 형법각론』, 율곡출판사, 2013. ISBN 9788997428342
- 정현수. (2014). 가족법적 시각에서 본 형벌법규상 친족의 범위 : 형법 제328조 제1항의 해석론을 중심으로. 법학연구, 42, 293-316.

## 같이 보기
- 공갈죄